# 7th Dragon
A 7th Dragon (セブンスドラゴン; Hepburn: Sebunsu Doragon) egy szerepjáték Nintendo DS kézi konzolra, melyet az imageepoch fejlesztett és a Sega adott ki Japánban 2009. március 5-én.

## Történet
A 7th Dragon Eden világában játszódik, melynek 80%-át a sárkányok uralják. A játék célja felettéb egyszerű: „meg kell ölni minden sárkányt vagy az emberi faj megszűnik létezni”.

## Játékmenet
Amikor a játékos elkezdi a kalandozásait a következő kasztok közül meg kell alkotnia a karaktererét: mágus, hercegnő, csavargó, lovag, szamuráj, harcos vagy gyógyító. A harcokon kívül a játék felülnézeti kameraállást használ, míg harcokban oldalról mutatja az eseményeket.

## Fejlesztés
A játék producereként Kodama Rieko szolgált, míg a tervezési csapat tagja volt Kosiro Juzo zeneszerző, mota szereplő tervező, valamint Jamamoto Akifumi szörny tervező. A projekt élén a Trauma Center és az Etrian Odyssey sorozatok első játékait jegyző Niinou Kazuja rendező állt.

## Fogadtatás
A Famicú újságíróinak pontszámai: 9/8/8/8, 33 pont. A játék megjelenésének hetében a második legsikeresebb játék volt a maga eladott 80 000 példányával. A következő héten még 22 000 darab kelt el belőle.